# Gran Premi d'Alemanya del 1966
Resultats del Gran Premi d'Alemanya de Fórmula 1 de la temporada 1966, disputat al circuit de Nürburgring el 7 d'agost del 1966.

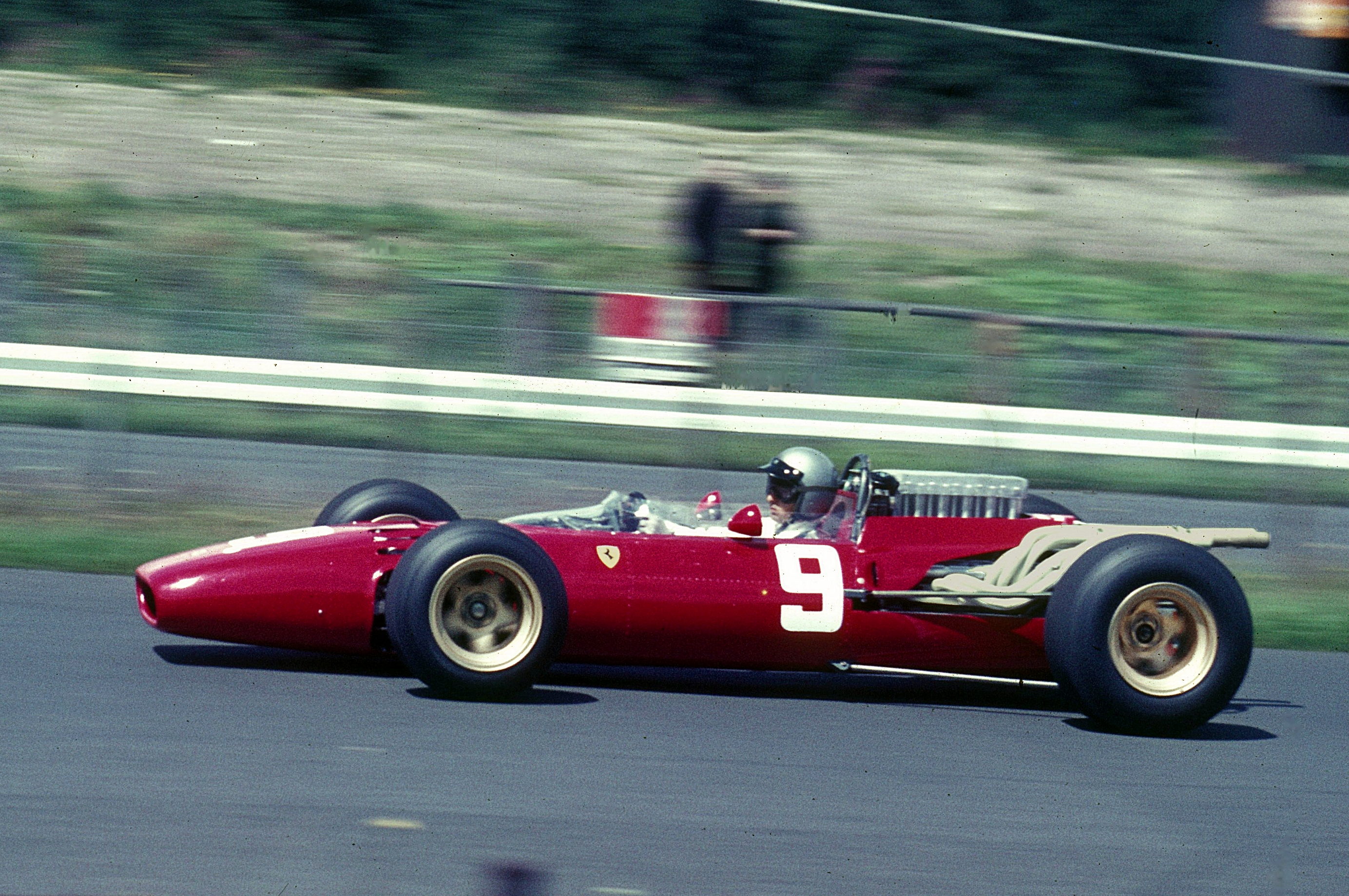
Lorenzo Bandini al GP d'Alemanya'66

## Resultats
| Pos | No | Pilot               | Equip             | Voltes | Temps/ Retirada | Pos. de sortida | Punts |
| --- | -- | ------------------- | ----------------- | ------ | --------------- | --------------- | ----- |
| 1   | 3  | Jack Brabham        | Brabham - Repco   | 15     | 2h 27' 03. 0    | 5               | 9     |
| 2   | 7  | John Surtees        | Cooper - Maserati | 15     | + 44.4 s        | 2               | 6     |
| 3   | 8  | Jochen Rindt        | Cooper - Maserati | 15     | + 2' 32.6 min.  | 9               | 4     |
| 4   | 5  | Graham Hill         | BRM               | 15     | + 6' 41.4 min.  | 10              | 3     |
| 5   | 6  | Jackie Stewart      | BRM               | 15     | + 8' 28.9 min.  | 3               | 2     |
| 6   | 9  | Lorenzo Bandini     | Ferrari           | 15     | + 10' 56.4 min. | 6               | 1     |
| 7   | 12 | Dan Gurney          | Eagle - Climax    | 14     | Part Elèctrica  | 8               |       |
| 8   | 2  | Peter Arundell      | Lotus - BRM       | 14     | + 1 Volta       | 17              |       |
| Ret | 15 | Mike Spence         | Lotus - BRM       | 12     | Alternador      | 13              |       |
| Ret | 1  | Jim Clark           | Lotus - Climax    | 11     | Accident        | 1               |       |
| Ret | 20 | Chris Lawrence      | Cooper - Ferrari  | 10     | Suspensions     | 26              |       |
| Ret | 11 | Ludovico Scarfiotti | Ferrari           | 9      | Part Elèctrica  | 4               |       |
| Ret | 10 | Mike Parkes         | Ferrari           | 9      | Accident        | 7               |       |
| Ret | 4  | Denny Hulme         | Brabham - Repco   | 8      | Encesa          | 15              |       |
| Ret | 17 | Jo Bonnier          | Cooper - Maserati | 3      | Embragatge      | 12              |       |
| Ret | 14 | Bob Bondurant       | BRM               | 3      | Motor           | 11              |       |
| Ret | 19 | Bob Anderson        | Brabham - Climax  | 2      | Transmissió     | 14              |       |
| Ret | 16 | John Taylor         | Brabham - BRM     | 0      | Accident Mortal | 25              |       |
| NVS | 18 | Guy Ligier          | Cooper - Maserati | 0      | Ferides         |                 |       |

## Altres
- Pole: Jim Clark 8' 16. 5
- Volta ràpida: John Surtees 8' 49. 0 (a la volta 4)